# Le Coq Sportif
Le Coq Sportif – francuskie przedsiębiorstwo zajmujące się produkcją odzieży, obuwia oraz akcesoriów sportowych, założone w 1882 roku przez Émile Camuseta. Nazwa przedsiębiorstwa pochodzi od koguta galijskiego, narodowego symbolu Francji.
Przedsiębiorstwo dostarcza odzież oraz akcesoria sportowe m.in. dla takich klubów piłkarskich jak Sheffield United, Wolverhampton Wanderers, Carlisle United, Queens Park Rangers i Hibernian. Le Coq Sportif jest także sponsorem grup kolarskich Quick Step i Team Milram.
W przeszłości przedsiębiorstwo wyposażało w stroje zespoły Ajaxu Amsterdam (w latach 1980–1985), Tottenhamu, Aston Vili, Evertonu oraz reprezentację Argentyny. Joakim Noah, koszykarz ligi NBA, podpisał kontrakt promocyjny z Le Coq Sportif.

## Sponsorowane przez Le Coq Sportif

### Siatkówka

#### Reprezentacje narodowe
- Argentyna[1]

### Piłka nożna

#### Kluby
Europa
- Royale Union Saint-Gilloise
- OGC Nice
- Troyes AC
- US Avaranches MSM
- SFC Neuilly-sur-Marne
- FC Lausanne-Sport
- AS Velasca

Ameryka Południowa
- Atletico Mineiro
- Deportivo Cali

Azja
- FC Seoul
- Homenmen Bejrut

Afryka
- Soweto Stars FC

#### Reprezentacje narodowe
- Kamerun
- RPA

### Piłka ręczna
- Paris 92

### Rugby

#### Federacje
- Australia
- Chile
- Francja
- Tahiti

### Formuła 1
- Renault F1 Team

### Kolarstwo
- Tour de France (koszulki liderów)

### Esport
- OnGameNet SPARKYZ – Starcraft